# Kenton (Tennessee)
Pour les articles homonymes, voir Kenton.
Kenton est une municipalité américaine située dans les comtés de Gibson et d'Obion au Tennessee.
Selon le recensement de 2010, Kenton compte 1 281 habitants, dont 739 dans le comté de Gibson et 542 dans celui d'Obion. La municipalité s'étend sur 2,01 milles carrés (5,21 km2), partagée à égalité entre les deux comtés.
Kenton est une municipalité depuis 1899. Elle est nommée en l'honneur de Simon Kenton, qui combattit les amérindiens.
Elle fait partie des quelques localités américaines à s'enorgueillir d'être « la maison des écureuils albinos » (en anglais : Home of the White Squirrels). Selon le site du comté d'Obion, elle accueille en effet la plus grande population d'écureuils blancs du pays.